# Andrei Mărginean
Iulius Andrei Mărginean (Zlatna, 3 luglio 2001) è un calciatore rumeno, centrocampista della Dinamo Bucarest.

## Carriera

### Club
Cresciuto nel settore giovanile del Sassuolo, che lo ha acquistato nel 2018 dallo Zlatna, il 31 luglio 2021 è stato ceduto in prestito al Messina, dove ha debuttato a livello professionistico il 12 settembre nell'incontro di Serie C perso 2-1 contro il Monopoli; ha segnato il suo primo gol il 22 dicembre seguente, nella partita vinta 2-1 contro la Paganese. Il 3 agosto 2022 è stato nuovamente prestato in Serie C, questa volta al Novara dove ha trascorso una stagione da protagonista. Il 12 agosto 2023 è passato in prestito alla Ternana ed il 27 agosto ha debuttato nel campionato cadetto italiano in occasione dell'incontro perso 2-1 contro il Catanzaro.
Il 19 luglio 2024 è tornato in patria alla Dinamo Bucarest, in prestito con diritto di riscatto, opzione esercitata al termine della stagione 2024-2025, nella quale ha realizzato 2 reti in 29 presenze nella prima divisione rumena.

### Nazionale
Ha giocato con le nazionali giovanili rumene Under-17, Under-18, Under-20 ed Under-21.

## Statistiche

### Presenze e reti nei club
Statistiche aggiornate al 5 agosto 2025.
| Stagione               | Squadra                | Campionato             | Campionato | Campionato | Coppe nazionali | Coppe nazionali | Coppe nazionali | Coppe continentali | Coppe continentali | Coppe continentali | Altre coppe | Altre coppe | Altre coppe | Totale | Totale | Totale |
| Stagione               | Squadra                | Comp                   | Pres       | Reti       | Comp            | Pres            | Reti            | Comp               | Pres               | Reti               | Comp        | Pres        | Reti        | Pres   | Reti   |        |
| ---------------------- | ---------------------- | ---------------------- | ---------- | ---------- | --------------- | --------------- | --------------- | ------------------ | ------------------ | ------------------ | ----------- | ----------- | ----------- | ------ | ------ | ------ |
| 2021-2022              | Messina                | C                      | 20         | 3          | CI-C            | 1               | 0               | -                  | -                  | -                  | -           | -           | -           | 21     | 3      |        |
| 2022-2023              | Novara                 | C                      | 30         | 4          | CI-C            | 1               | 1               | -                  | -                  | -                  | -           | -           | -           | 31     | 5      |        |
| 2023-2024              | Ternana                | B                      | 10         | 0          | CI              | 0               | 0               | -                  | -                  | -                  | -           | -           | -           | 10     | 0      |        |
| 2024-2025              | Dinamo Bucarest        | L1                     | 29         | 2          | CR              | 4               | 0               | -                  | -                  | -                  | -           | -           | -           | 33     | 2      |        |
| 2024-2025              | Dinamo Bucarest        | L1                     | 3          | 0          | CR              | 0               | 0               | -                  | -                  | -                  | -           | -           | -           | 3      | 0      |        |
| Totale Dinamo Bucarest | Totale Dinamo Bucarest | Totale Dinamo Bucarest | 32         | 2          |                 | 4               | 0               |                    | -                  | -                  |             | -           | -           | 36     | 2      |        |
| Totale carriera        | Totale carriera        | Totale carriera        | 92         | 10         |                 | 6               | 1               |                    | -                  | -                  |             | -           | -           | 98     | 11     |        |